# Пантани (Потенца)
Пантани (итал. Pantani) је насеље у Италији у округу Потенца, региону Базиликата.
Према процени из 2011. у насељу је живело 114 становника. Насеље се налази на надморској висини од 898 м.